# FN Modelo 1903
La FN Modelo 1903 (M1903 , FN Mle 1903), o Browning No.2 era una pistola semiautomática diseñada por John Moses Browning y construida por el fabricante de armas belga Fabrique Nationale (FN). Fue introducida en 1903 y disparaba el cartucho 9 x 20 SR o 9 mm Browning Long.
No debe confundirse con la Colt 1903 Pocket Hammerless (en .32 ACP), ni con la Colt Modelo 1903 Pocket Hammer (en .38 ACP). La FN Modelo 1903 se basa en el mismo mecanismo de la Colt 1903 Pocket Hammerless, que Browning vendió a ambas compañías (y a otras también), pero de mayor tamaño para utilizar el cartucho más potente 9 mm Browning Long. Debido a su fiabilidad, precisión, peso ligero, y carga rápida, la FN M1903 fue un arma utilizada por muchas fuerzas policiales y militares. La pistola fue introducida inicialmente por FN como Browning Modèle de Guerre o Browning Gran Modèle (Browning Modelo Grande).
Es una pistola semiautomática con el muelle de recuperación situado debajo el cañón, como en la mayoría de las pistolas actuales. Tiene el martillo oculto, aunque Colt produjo una variante con el martillo a la vista. Está provista de dos seguros: uno en el lado izquierdo del armazón, sirviendo también para bloquear la corredera al proceder al desmontaje, y otro adicional en la empuñadura.
La pistola era alimentada mediante un cargador de 7 cartuchos, pero se le podía acoplar una funda-culatín en la empuñadura, que estaba hecha por encargo, convirtiéndola así en una pistola-carabina. La forma exterior de la funda-culatin era muy similar a la de la Mauser C96, pero se diferenciaba en la distribución de su interior y por el sistema de anclaje; éste consistía en unas guías horizontales situadas en la parte superior de ésta, por las cuales se deslizaba la pistola, de atrás hacia adelante, la parte inferior de la empuñadura. En su interior, además del alojamiento para el arma, tenía dos más: uno para un cargador largo de 10 cartuchos y otro para la baqueta de limpieza, sirviendo el cargador largo como fiador entre el arma y la funda-culatín. También se podía usar el corto, pero para proceder a su cambio había que extraer primero la pistola de la funda-culatín.

## Producción de preguerra
FN pidió a John Browning preparar un prototipo en 1901, con vista a reemplazar a su exitosa FN Modelo 1900 calibre 7,65 mm, ya que, aunque era vendida en cantidades considerables, durante las evaluaciones efectuadas por diferentes ejércitos, resultaba en que, aunque había pocas objeciones a su funcionamiento, la mayoría de los comités de evaluación citaron al cartucho de 7,65 mm, como "relativamente anémico" por su "bajo poder de parada". FN produjo algunas muestras para Noruega y Suecia con el fin de evaluarlas como armas militares. Noruega optó por la pistola Colt M1911 producida por la firma Kongsberg Vaapenfabrikk designada Kongsberg M/1912; sin embargo, Suecia ordenó en 1907 10.000 pistolas (designada M/1907) como armas auxiliares militares estándar. El Imperio Otomano ordenó 8.000 pistolas para uso de la policía que fueron entregadas en lotes entre 1908 y 1914, y el Imperio Ruso ordenó aproximadamente 11.000 con fundas sobaqueras desmontables para sus fuerzas policiales durante el mismo período. Unas 9.000 pistolas se vendieron en el mercado civil antes de que se suspendiera la producción, cuando la fábrica FN fue ocupada por tropas del ejército alemán en agosto de 1914.

## Producción sueca

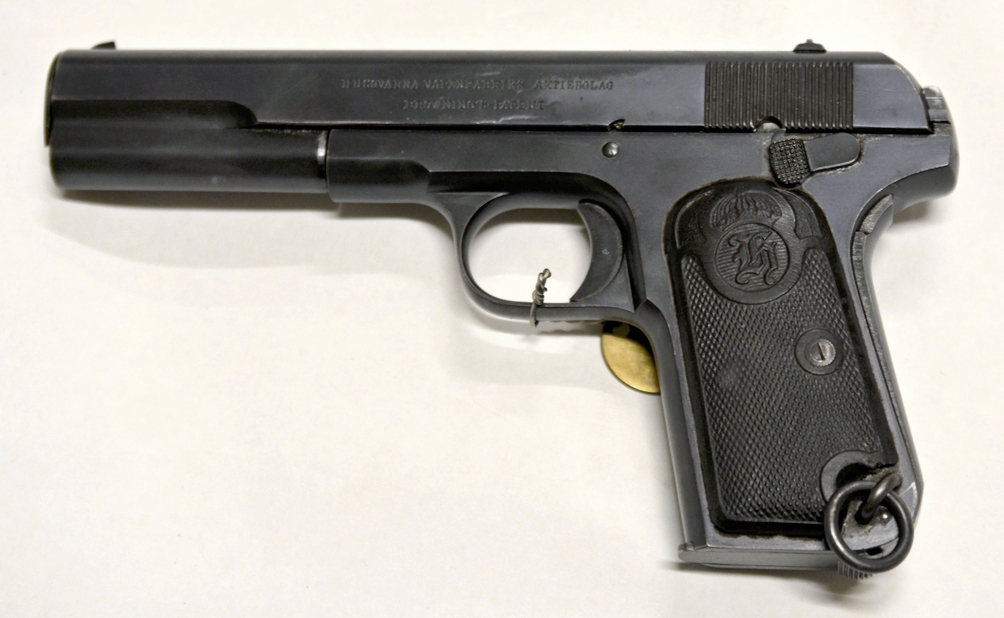
La Husqvarna m/1907 del Museo de la Fuerza Aérea Sueca.

Como consecuencia de las evaluaciones realizadas al Modelo 1907, Suecia adoptó como reglamentaria el 16 de diciembre de 1907 dicha arma. En un principio realizó una orden de compra de 10.000 pistolas que fueron fabricadas por FN en Bélgica. Más tarde se obtuvo una licencia para fabricar una variante del diseño para uso doméstico como Husqvarna M/1907, no comenzando su producción hasta 1917 por causas debidas a la Primera Guerra Mundial y a que las máquinas para su producción no estuvieron listas hasta ese año. Husqvarna Vapenfabriks AB produjo pistolas de este modelo para Colombia cuando FN no estuvo dispuesta a reanudar la producción en la década de 1930. Suecia había fabricado 89.230 pistolas cuando la producción cesó en 1942. Las primeras pistolas producidas por Husqvarna llevaban marcajes "Patente Browning" o "Sistema Browning". Esta práctica se interrumpió después de la Primera Guerra Mundial, ante la insistencia de FN, a la que se le había concedido el derecho exclusivo a utilizar el nombre de las armas de fuego con patente de John Browning.
La designación militar sueca era Pistola M/07 y fue el arma estándar hasta la adopción de la pistola Lahti L-35 (Husqvarna M/40) en 1940, cuando fue declarada modelo sustituto. Las M/07 fueron puestas nuevamente puestas en servicio en la década de 1980, cuando los cerrojos de las Lahti L-35 empezaron a rajarse debido al empleo del potente cartucho 9 x 19 Parabellum (9 mm m/39B, adoptado como estándar en la década de 1960). Fue una solución provisional hasta que se completaron las entregas de la nueva Glock 17 (Pistola M/88).

## Producción de posguerra

Diagrama de la Husqsvarna M1907.

La disponibilidad de grandes cantidades de armas de fuego sobrantes causó una muy baja demanda de pistolas de nueva producción al término de la Primera Guerra Mundial. Sin embargo, la demanda se incrementó a partir de la década de 1920. En 1922, el gobierno de Estonia, que recientemente se había declarado independiente, realizó un pedido a FN para que les suministrara estas pistolas, siendo entregadas en diferentes lotes hasta el año 1926 en número de 4.616; asimismo varios cientos fueron vendidas a los gobiernos de Paraguay y El Salvador. FN detuvo la producción de este modelo en 1927 después de haber fabricado un total de 58.442 pistolas; pero los lotes fueron suficientes para poder continuar las ventas comerciales en la década de 1930.
En 1936 el ejército de Estonia declaró obsoleto al cartucho 9 mm Browning Long, retirando del servicio estas pistolas; 4.400 unidades fueron vendidas ese mismo año al Gobierno de la República Española, inmerso en plena Guerra Civil y con una seria carencia de armas auxiliares, siendo enviadas a España en 1937. Algunas de las pistolas suecas fueron utilizadas por el ejército finlandés durante la Segunda Guerra Mundial. Pistolas sobrantes, principalmente de la producción de Husqvarna, finalmente fueron vendidas en los Estados Unidos, donde muchas fueron recalibradas por los importadores para disparar el más común 9 x 17 Corto.

## Usuarios
- Colombia
- El Salvador
- España
- Estonia
- Finlandia
- Imperio otomano
- Imperio ruso
- Paraguay
- Suecia
- Turquía